# Otto John Maenchen-Helfen
Otto John Maenchen-Helfen (německy Otto Mänchen-Helfen) (26. července 1894 Vídeň – 29. ledna 1969 Berkeley, Kalifornie) byl rakouský akademický sinolog, historik, spisovatel a cestovatel.
V mládí studoval sinologii, archeologii, etnografii a dějiny umění na univerzitách ve Vídni, Lipsku a Göteborgu. Po obdržení doktorátu v roce 1923 žil nějakou dobu jako soukromý sinolog ve Vídni. Od roku 1927 do roku 1930 působil na institutu Marxe a Engelse v Moskvě a od roku 1930 do roku 1933 v Berlíně. Když se v Německu k moci dostali nacisté vrátil se do Rakouska. Po anšlusu v roce 1938 emigroval do Spojených států amerických, kde nejprve pracoval jako profesor orientálních studií na Mills College v Oaklandu. Od roku 1947 byl profesorem na Kalifornské univerzitě v Berkeley. V roce 1962 odešel do penze.
Byl autorem několika knih, včetně historie Hunů a prvním neruským cestovatelem, který v roce 1929 získal povolení cestovat do Tuvinské země. kde měl možnost studovat v odlehlých ruských a mongolských oblastech. Později své zážitky o lidech a životě v Tuvinsku publikoval v knize Reise ins Asiatische Tuwa. Kromě toho na delší dobu položil základy ke studii historie Hunů.
Vzhledem k jeho znalostem mnoha jazyků, jako je ruština, starověká řečtina, čínština a japonština, byl schopný vytvářet srovnávací filologické studie. Byl také jedním z prvních západních Evropanů dělat výzkum v odlehlých ruských a mongolských oblastech.